# عمر النص
عُمَرُ بنُ مُحَمَّد شَريفِ النص (28 نيسان 1928 - 2013 م) شاعر سوري، من أُسرةٌ دمشقيّة أُصولُها مِن إدلِب، قِيلَ إنَّهم هاشِمِيُّون، ونبغ عدد منهم في التّجارةِ والعلم والسّياسة والصّلاح ووجوه الخير.

## نسبه
كان والِدُه (محمّد شريف) مِن أعيان دمشق، أَخَذَ عن عدد من علمائِها كالشّيخ محمّد القاسِمِيّ، والـمُحدّث الأكبر محمّد بدر الدّين الحَسَنيّ، ومحمّد جعفَر الكتّانيّ، وكانَ مُعِيدًا لدرسِه تحتَ قبّة النَّسْر في الجامع الأمويّ، وشارك في تحرير مجلّة (الحقائق) ومجلّة (الهداية الإسلاميّة)، وجمع مكتبةً نادرةً ونفائِسَ احترقت بقصفِ الفرنسيّينَ لِدِمَشْق؛ وعمِلَ في تصديرِ النّسِيجِ الشّاميّ، وكانَ مِن الـمُؤَسِّسين لعدد من الـمَعامِل الّتي نهضَت بالصّناعة الوطنيّة الحديثة في دمشق، كمَعْمَلِ الجُوخ، ومعمَل الإسمِنت، وشركة المغازل والمناسج.

## علمه وعمله
تلقّى العلم في مدارسِ دمشق، ثمّ في كلّيّة الحقوق في جامعتها بين عامي (1946-1949م)، وتخرّج فيها، وأكمل دراسَتَه في جامعة باريس (السّوربون) بين عامَيْ (1950-1954 م)، فحصل على الدّكتوراه في القانون الدَّوْلِيّ، وعاد إلى دمشقَ، فعمِلَ في القَصْرِ الجُمْهوريِّ مُستَشارًا قانونيًّا وأمِينَ سِرٍّ بينَ عامَيْ (1955-1958م)، ثُمّ انتسب بين عامَي (1958- 1960 م) إلى (كلية لندن للاقتصاد والعلوم السياسيّة)، وحصل على شهادتها العالية، وعاد إلى دمشق عام (1961م) فعُيِّنَ مديرًا عامًّا في الأمانةِ العامّة للقصر الجُمهوريّ، وكُلِّفَ تنظيمَ شؤونه وإدارتِه، وعاد إلى لندن بين عامَي (1963-1964م) لإكمالِ بعض البحوث، ثمّ عُيِّنَ مُديرًا عامًّا لصندوق تنشيط صناعة النّسيج والغزْلِ فمديرًا عامًّا لصندوقِ إنماءِ الصّادِرات بين عامَي (1965-1973م)، وفي عامِ (1973م) عُيِّنَ مُستشارًا قانونيًّا للصّندوقِ العربيّ للإنماءِ الاقتصاديّ والاجتماعيّ (صندوق النّقد العربيّ) في الكُوَيْت، وبقيَ فيه حتّى عام (1998م)، فعاد إلى دمشقَ، وكانت وفاتُه في عَمّان في شعبان 1434هـ الموافق لشهر آب 2013 م، ودفن في دمشق.

## أدبه
لم يقِفْ عندَ شِعْرِ الدّكتور عُمَر النّصّ إلّا قليلٌ جِدًّا مِن الأُدَباء والدّارسينَ والنُّقَّاد، أَو مَن حالَفَهم الحَظُّ بوقوعِ دواوينِهِ وكُتُبِهِ أو أحدِها بينَ يَدَيْهِ فعَرَفَ قيمَتَه، أو مَن أَدْرَجَ ذِكْرَهُ في كتابٍ في التّراجم؛ ومن ذلك أنْ يُقَرِّظَ ديوانَهُ (اللَّيْلُ في الدُّرُوب) شاعر الشّام شفيق جبري والشّاعر جورج صَيْدَح والدّكتور شكري فيصل، وأن يُثْنِيَ عليه الشّاعر الكبير بدويُّ الجَبَل ويَلْهجَ بِذِكْرِه ويُقدّمَ إليه إهداءً كتب فيه: «إلى عُمَر النّصّ .. شاعِرِ العرب الأكبر»، وأن يكونَ شِعْرُه موضوعًا لِأُطْرُوحةِ دُكتوراه تقدَّمَ بها نوّاف قُوقَزَة في جامعة الموصل عام (1994م) بعنوان (التّشكيل الاستعاريّ في البلاغة والنّقد، مع دراسة تحليليّة تطبيقيّةٍ في شِعْرِ عُمَر النّصّ)، وأن تجد بحثًا للدّكتور عبد الحَسَن خُضَيْر عُبيد في مجلّة كلّيّة التّربية للبنات بجامعة الكوفة (المجلّد 18/1/2007م) بعُنوان (القِيَم الجماليّة في شعر عُمَر النّصّ)، وقراءةً في حياته وشعره للدّكتور إسماعيل إسماعيل مَرْوَة في كتابه (من الدّيوان السّوريّ) عام 2018م، ومقالًا لبَيان الصّفَديّ في مجلّة (المعْرِفة) السّوريّة (العدد 654- السّنة 57 - جمادى الثّانية 1439 هـ = آذار 2018م) بعنوان (عُمَر النّصّ... ذلك المجهول)، ولمحةً موجزةً في كتاب (معجم الـمُؤلّفين السّوريّين في القرن العشرين) على منهج مؤلّفه عبد القادر عيّاش في إيجازِ تراجِمِه، وما جاءَ في موقع (مدوّنة وطن) من لقاءِ عدد من معارِفِ الدّكتور عمر النّصّ بُعَيْدَ وفاته تحتَ عنوان (عمر النّصّ... الأديب والفيلسوف والإنسان)، وما جاء في كتاب (موسوعة الأُسَرِ الدّمشقيّة) للدّكتور محمد شريف الصّوّاف في حديثه عن أُسرة (النّصّ)، وما كتبه عبد الرّحمن الحلبيّ على موقع (الأزمنة) عام (2015 م) بعنوان (عمر النّصّ شاعرٌ دمشقيٌّ أخذه المسرح إليه!).

## مؤلفاته
خلَّفَ الدّكتور عُمَر النّصّ عددًا من الكُتُبِ الأدبيّةِ شِعْرًا ونَثْرًا، قامت وزارة الثّقافةِ بطباعة دواوينِ شِعْرِه تحت عنوان (الأعمال الشّعريّة الكاملة)، وهي خمسةُ دواوين طُبِعَت على التّوالي: كانت لَنا أيّام الطّبعة الأولى عام 1950م، والثّانية عام 1958م، واللَّيْلُ في الدّروب الطّبعة الأولى عام 1958م، والثّانية عام 1968م، ومَرافئُ الصَّمْت عام 1970م، والزَّمانُ الغائب - قصائد مختارة، عام 2002م وبعضُه مختارٌ ممّا سبقَ مِن دواوينِه، وإلى أين يُسافِرُ البَحْر؟ عام 2012م.

## آراء النقاد
- جورج صيدح: «إنّه يَجْمَعُ إلى جزالَةِ البيان رقّةَ العاطِفَةِ، فأجِدُهُ في بابِ الغَزَلِ أشْعَرَ مِنهُ في سائرِ الأبواب، لأنّه يتوفَّقُ فيهِ إلى ابتكاراتٍ في أوصافٍ ومَعانٍ لم يُسْبَقْ إلَيْها، ولا أَنْسَى فنّهُ الخارِقَ في الوصف»
- الدّكتور شكري فيصل: «وفي النّطاق التّعبيريّ توفَّر له من لُغَتِه - مِن شِدَّة تَمَـرُّسِهِ في التُّراثِ العربيّ واطّلاعِهِ عليه وقدرتِه على أن يختارَ منه اختيارًا عَفويًّا إن صحّ التّعبير- ما ساعَدَهُ على أن يُعَبِّرَ عن تَجْرِبَتِهِ العميقةِ تعبيرًا هو بالنّسبةِ إلى مفهومِ اللُّغةِ العربيّةِ وطبيعَتِها في الذّروة».
- اللّجنة المشرفة على إِصدار الأَعمال الشِّعريَّة الكاملة لعمر النّصّ (ثائر جاد الكريم زين الدين، محمَّد شفيق خالد البَيْطار، محمَّد عبد الله قاسم)
«وبعدُ: ليسَ مِن حقِّ هذه المقدّمةِ أنْ تُفْسِد على القارئِ مُتْعتَهُ بالوقوفِ عند كلّ قصيدةٍ ليقرأها مرَّةً إثْرَ أُخْرى مُستَمْتِعًا بِلَذَّةِ اكتشافِ الجديد فيها، فإنّ القراءة الأولى لا تكادُ تُعطِي هذه الـمُتْعَة، وذلك لطبيعةِ الشّاعِرِ ومذهبِه في شِعْرِه؛ كما أنّه ليس من حقّها أن تُقَيِّدَ حُرِّيَّةَ الدّارِسين في انتقاءِ الجوانبِ الّتي تلفِتُ انتباهَهم لإقامةِ دراساتٍ علميَّةٍ مُعَمّقة عليها، ولا ريب أنّهم سيكونونَ أقدَرَ على تِبيانِ ما في هذا الشّعر مِن جوانب فنّيّة، وسيجدون في شعرِه ما يستحقّ الدّراسة أكثر ممّا يجدونه في شعرِ غيرِهِ ممَّن أكسبَهُمْ بَريقُ الشُّهرةِ - بحقٍّ أو بغيرِ حقٍّ- إقبالَ الدّارسين على شعرِهم».